# Illán, o Lavrador
Illán, venerado na ermida da Virgen de la Antigua, fora dos muros da cidade de Cebolla no arcebispado de Toledo e sua região, teria sido um fazendeiro, santero e curador de raiva do  século XII, filho dos santos Isidoro, o Lavrador e Maria Toríbia, embora não haja notícias de sua existência e devoção antes do século XVII, nem seu nome seja encontrado nas primeiras hagiografias de Santo Isidoro.
Santo Illán nunca foi canonizado e não aparece em nenhum calendário de santos, nem tem festa litúrgica, apenas em área regional onde é venerado como santo e celebrado em 16 de maio, um dia após a festa de Santo Isidoro, e seja considerado um defensor contra a raiva.

## História
A suposta existência de um filho de Santo Isidoro e Santa Maria da Cabeça, que teria vindo ao mundo no início do século XII, está relacionada a um dos milagres mais populares do santo: a ressurreição de seu pequeno filho, caído dos braços de sua mãe em um poço localizado na casa do santo lavrador, no bairro da Morería Vieja, nas proximidades da igreja de Santo André em Madrid, embora seu primeiro biógrafo, Juan Diácono, no  século XIII, que foi identificado com Juan Gil de Zamora, que estava a serviço de Afonso X, não tenha notícias dele. Também não teve Jerónimo de Quintana, o primeiro cronista de Madrid, que na "História de sua antiguidade, nobreza e grandeza" (1629), fez um extenso relato do milagre, mas não sabia o nome do pequeno filho de Isidoro:
E um dia, nosso glorioso Santo estava no campo, e a bem-aventurada Maria estava em casa, que ficava nas proximidades da antiga Morería, perto de San Andrés. Seu filho, que devia ser pequeno, estava com ela. Caminhando perto do poço, cuja borda era baixa, como era de costume, infelizmente caiu nele. Testemunhas nos relatos dizem que ele caiu dos braços de sua mãe; seja uma coisa ou outra, foi um infortúnio, e chegou a tal ponto que ele se afogou. Ela, aflita e chorosa, e com a dor que se pode acreditar em um caso tão lamentável, pois estava sozinha e o poço era fundo, não sabia o que fazer, logo depois que seu pai chegou, vindo da fazenda, e vendo sua esposa aflita e triste, sabendo a causa, ambos com muitas lágrimas e terna afeição, ajoelhados no chão, com os olhos no céu, onde ambos haviam colocado sua esperança, pediram a Nosso Senhor que fosse gentil o suficiente para ajudá-los naquela necessidade, e para obrigá-Lo eles colocaram como sua intercessora a Virgem Maria Nossa Senhora, invocando-a em sua santa imagem de Almudena, a quem ambos eram muito devotos. A Majestade divina, que nunca fez ouvidos moucos às preces dos humildes, agradou-se em ouvi-los e consolar seus servos ressuscitando seu filho e operando outra nova maravilha para demonstrar sua grandeza, e foi que as águas do poço subiram até a borda, e a criança subiu à superfície delas, a quem seus pais alegres pegaram pela mão e puxaram para fora sã e salva.
Jaime Bleda, editor da biografia de Juan Diácono e familiarizado com os manuscritos de Jerónimo Román de la Higuera e o que ele disse neles sobre Santo Isidoro, em suas glosas e acréscimos ofereceu, com algumas reservas, o nome da criança, mas este teria sido o nome do mestre de Santo Isidoro, Juan ou Iván de Vargas, não Illán, que é uma variante de Julián:
Deus lhes deu um filho, a quem (segundo alguns) chamaram Ivan, o nome de seu mestre, e embora o tivessem criado com muito cuidado e amor, ele caiu no poço e se afogou nele (...) Ambos se ajoelharam em oração e imploraram a nosso Senhor Deus que ele pudesse nascer vivo: e ele cresceu até o topo do poço, e eles o puxaram de cima das águas vivo e bem.

## A Ermida de Santo Illán
A Ermida de Santo Illán está localizada a pouco mais de três quilômetros de Cebolla (Toledo). Data do  século XVI e consiste em uma única nave de tijolos. No interior do templo, venera-se a imagem da Virgen de la Antigua, padroeira de Cebolla. Possui também um altar dedicado a Santo Illán, com uma talha de madeira do século  XVII representando o santo como agricultor, com iconografia idêntica à de seu pai, pois é possível que tenha sido originalmente uma imagem dedicada a Santo Isidoro. A lenda afirma que um touro raivoso descobriu o túmulo do santo no interior da ermida. Há também, dedicado a Illán em sua ermida, um ex-voto em óleo de caráter fortemente popular, datado de 1739, um mandato votivo de um morador de Sonseca em agradecimento pela proteção recebida dele em um caso de raiva, uma gravura assinada por Juan Bernabé Palomino em 1756 que mostra Illán recebendo um aguilhão das mãos da Virgen de la Antigua enquanto os bois aram sozinhos e outro boi mais atrás lambe uma caveira, e um retábulo de cerâmica de Talavera de la Reina composto por doze cenas com os milagres que "por tradição" são atribuídos a ele, alguns deles semelhantes aos atribuídos ao pai e nem todos reconhecíveis devido à ausência de textos escritos que relatem a vida e os milagres de Illán. Nas proximidades da ermida existe uma fonte que segundo a tradição foi aberta pela Virgem para que Santo Illán pudesse beber e regar. No terceiro domingo de setembro, o povo de Cebolla vai ao eremitério para celebrar uma peregrinação.